# Consens científic
Es coneix com a consens científic tot aquell judici col·lectiu a una determinada posició o opinió que manifesta la comunitat científica, en un camp particular de la ciència i en un determinat moment de la història. El consens científic no és, en si mateix, un argument científic, i no forma part del mètode científic, però, existeix pel fet que està basat en una matèria objecte d'estudi que sí que presenta arguments científics o fa servir el mètode científic. Segons Thomas Kuhn, per a una nova idea científica reconeguda, la seva capacitat de generar consens és directament proporcional a la seva adequació al paradigma dominant o al seu grau d'innovació (que pot arribar fins a la ruptura del paradigma, denominada revolució científica).
El consens sol aconseguir-se a través del debat científic. L'ètica científica exigeix que les noves idees, els fets observats, les hipòtesis, els experiments i els descobriments es publiquin, justament per garantir la comunicació a través de conferències, publicacions (llibres, revistes) i la seva revisió per experts i, donat el cas, la controvèrsia amb els punts de vista discrepants. La reproductibilitat dels experiments i la falsació de les teories científiques són un requisit indispensable per a la bona pràctica científica.
Així s'arriba a una situació on aquells especialistes d'una determinada disciplina sovint poden reconèixer en quins temes hi ha tal consens, encara que comunicar a l'exterior pot arribar a ser difícil. De vegades, les institucions científiques emeten declaracions amb les que tracten de comunicar a l'exterior una síntesi de l'estat de la ciència des de l'interior. En aquells casos en què s'assenyala que existiria una controvèrsia o un nou paradigma creat per un grup molt minoritari de científics al voltant de la matèria objecte d'estudi, definir quin és el consens que existeix sobre ella pot resultar bastant simple, ja que en aquests casos s'assenyala que, dins d'una comunitat científica, el consens científic sobre el tema és la hipòtesi o teoria que és acceptada per la gran majoria.
La fórmula que consisteix a invocar el consens científic o rebutjar la seva existència és habitual en debats polítics i mediàtics que es formen al voltant de temes controvertits dins de l'esfera pública, i que d'altra banda poden no ser gens controvertits dins de la comunitat científica, com per exemple el tema del canvi climàtic.

## Aspectes filosòfics
El consens és un aspecte important en la filosofia de la ciència. El criteri que l'objectiu de la ciència és arribar a forjar un consens porta implícit el fet que el científic és escèptic i fa servir el seu pensament crític i analític per avaluar tota evidència presentada abans de començar a deliberar i emetre una opinió. A diferència d'altres formes de coneixement, el coneixement científic s'articula amb premisses que admeten consens, és a dir, que poden ser compreses universalment, amb la qual cosa poden ser avaluades per qualsevol especialista en la matèria per poder pronunciar-se sobre elles i eventualment passar a formar part del consens. Així, el treballar amb premisses que admetin consens és un requisit per al consens científic.
Sempre hi ha, en els grups, membres excèntrics, defensors romanents d'idees anteriors que han estat sobrepassades, camarilles o individus amb punts de vista únics, o amb idees noves que no han estat comprovades consciència, i amb ells altres dissidents. Cada un d'aquests grups pot mostrar-se molt enèrgic en promoure els seus punts de vista, i ho fan. Atès que la ciència penetra la societat, determinats grups socials es converteixen en advocats de les teories excèntriques per motius polítics, no científics, actuant com amplificadors com si ho fossin.
Un últim problema a l'hora d'entendre el valor del consens és la tendència a exagerar el nombre de vegades que en el passat un consens ha estat bolcat per una teoria externa. Per la seva pròpia naturalesa, són molt més nombroses les idees que fracassen que les que aconsegueixen assentar-se. Com que el progrés és gairebé sempre gradual, les idees radicalment noves que arriben a ser acceptades són molt rares, i sovint calen anys i un examen minuciós del seu mèrit perquè ho aconsegueixin. Hi ha una tendència natural a sobreestimar el valor de les idees radicalment noves. Per la seva pròpia naturalesa, tendeixen a fer-ho la premsa popular i general, quan busquen notícies interessants, i també ho fan algunes de les millors revistes científiques, com Nature o Science.

## Manca substancial de dubtes
En el seu sentit més estricte, l'expressió consens científic s'utilitza per indicar que en una determinada qüestió els especialistes del camp corresponent han arribat a un acord ferm, sense dubtes significatius, basat en l'acord sobre els fets observables (observació sistemàtica i experimentació) i en l'intercanvi racional en què consisteix el treball científic, intercanvi intervingut pel sistema científic de publicació de resultats i elaboracions, amb publicitat i revisió per experts, seguint el mètode científic.
Per exemple, en física hi ha un consens científic al voltant de la teoria general de la relativitat ia la mecànica quàntica. La teoria de la relativitat especial i la mecànica quàntica es consideren unificades en el marc de la teoria quàntica de camps (o QFT, per Quantum Field Theory). Hi ha consens científic en el sentit que la teoria quàntica de camps és una explicació molt útil, però no una teoria acabada. Per exemple, no abasta la gravetat. La teoria general de la relativitat i la mecànica quàntica es poden veure unificades per la teoria de supercordes, però no hi ha consens quant a si aquesta candidata a teoria del tot és una descripció correcta i definitiva de la realitat.

## Incertesa i consens científic en l'estratègia política: Els falsos debats

### L'exemple del canvi climàtic i les activitats humanes
En debats públics, l'afirmació que existeix consens entre els científics en un determinat tema sol servir com un argument per demostrar la validació d'una teoria, i usar-lo per així promoure un determinat curs d'acció. Anàlogament, arguments del tipus "no té consens científic" els utilitzen sovint grups que presenten polítiques capcioses, en les quals tracten d'injuriar i restar importància als temes que realment si presenta consens científic.
Per exemple, referent al canvi climàtic recent, encara que hi ha grups que ho van negar per molt temps, en analitzar el tema, realment pot observar-se que va existir un consens científic al voltant de les causes del canvi climàtic. La historiadora de la ciència Naomi Oreskes va publicar un article a la revistaScienceen el qual defensa que un repàs de 928 resums de publicacions científiques registrades en l'ISI, d'entre 1993 i 2003, seleccionades amb els termesglobal climate change(canvi climàtic global), no mostrava cap que s'oposés explícitament a la noció que hi ha un escalfament global antropogènic. En un editorial posterior en el Washington Post, l'autora argumentava que elements que s'oposen a aquestes troballes científics amplifiquen les dimensions del desacord, exagerant. Richard Lindzen, del MIT, un dels al · ludits, va respondre alWall Street Journalamb la seva postura inicial que hi ha molts dubtes en la comunitat científica que de debò l'activitat humana estigui afectant el clima d'alguna manera recognoscible. Aquest és un cas en què l'afirmació i la negació de l'existència d'un consens es converteixen en arguments en favor de polítiques alternatives, intervenir o esperar i veure.

### L'exemple de l'origen de la vida
De manera semblant, els grups creacionistes al · leguen sempre que existiria un fort debat sobre l'evolució biològica, per donar la falsa impressió que realment seria un tema molt discutit pels científics; argumentant sobre aquesta base que en l'ensenyament de la ciència la seva pròpia narració de l'origen hauria d'ocupar un lloc equivalent al de l'evolució. No obstant això, no hi ha cap disputa significativa entre els científics sobre la realitat del fet ni sobre els eixos de la teoria de Darwin i la síntesi evolutiva moderna, i només s'observen discrepàncies i noves idees sobre punts específics, per la qual cosa pot afirmar que la teoria mateixa no ha estat rebatuda en el camp de la biologia. No obstant això, es promou la confusió a força de cites tretes de context. L'existència del consens té aquí també conseqüències polítiques, ja que existeixen grups creacionistes que intenten fer creïble la seva ideologia a través del disseny intel·ligent, com si aquest fos una teoria científica alternativa, i no un dogma religiós oposat a la ciència.

## Evolució dels consensos
Hi ha moltes teories filosòfiques i històriques de com el consens científic canvia amb el temps. A causa del fet que la història del canvi científic és extremadament complicada, ia causa que hi ha una tendència a buscar "guanyadors" i "perdedors" en el passat en relació amb el nostre "actual" consens científic, és molt complicat portar a col·lació models de canvi científic que siguin precisos i rigorosos. Això és tremendament difícil també en part pel fet que diferents branques de la ciència treballen en certa manera amb diferents formes de demostració i experimentació.
La major part dels models de canvi científic es basen en les noves dades aportades per observacions i experiments científics. El filòsof Karl Popper va proposar que, en tant que cap nombre de fets seria mai suficient per «demostrar» absolutament una determinada teoria científica, però que bastaria un sol fet per «refutarla», tot el progrés científic hauria d'estar basat en un procés de refutació, on els experiments són dissenyats amb l'esperança de trobar dades empíriques dels quals la teoria vigent no pugui donar compte, indicant així la seva falsedat i la necessitat d'elaborar una nova teoria, que desenvolupa o substitueixi a l'anterior.

## El consens científic enfront dels grups científics minoritaris
En una aplicació estàndard del principi psicològic del biaix de confirmació, les investigacions científiques que recolzen el consens científic existent solen ser rebudes més favorablement, en canvi les investigacions que ho contradiuen requereixen més temps per ser analitzades i corroborades, i més temps també, per això, per ser acceptades o descartades dins de la comunitat científica. Per això, en alguns casos, aquells que qüestionen el paradigma vigent a més són de vegades criticats de forma més dura per les seves asseveracions.
Les investigacions que posen en qüestió una teoria científica ben fonamentada són sotmeses a un escrutini més acurat, per així poder avaluar consciència si estan ben elaborades i documentades, i que realment no presenten fallades. Aquest escepticisme científic i precaució (de vegades mal interpretat pels grups científics minoritaris) s'usa per garantir una protecció a la ciència enfront de divergències prematures entre idees reconegudes basades en investigacions vastes, i les noves idees que encara no se sustenten o que realment no estan sustentades en bases empíriques i desenvolupaments teòrics suficients. Tanmateix, això sovint provoca conflictes entre els partidaris de noves idees i els partidaris de les idees dominants; tant en casos on la nova idea és acceptada més tard com en casos on finalment és rebutjada o abandonada.
En el seu llibre de 1962 L'estructura de les revolucions científiques, Thomas Kuhn abordava aquest problema en detall. Alguns exemples d'aquesta qüestió estan presents en la història recent de la ciència. Per exemple:
- La teoria de la deriva continental, proposada per Alfred Wegener i recolzada per Alexander Du Toit i Arthur Holmes, però rebutjada vehementment per la majoria dels geòlegs fins que 50 anys després es van presentar proves irrefutables.
- La teoria de la simbiogènesi per al pas de les cèl·lules procariotes a cèl·lules eucariotes, proposta per Lynn Margulis i inicialment rebutjada per biòlegs però ara generalment acceptada.
- La teoria de l'equilibri puntuat, proposada per Stephen Jay Gould i Niles Eldredge, que dona lloc encara a debat però que va sent incorporada al cos de la teoria evolutiva.
- La teoria dels prions - partícules proteiques amb capacitat infectiva -, proposta per Stanley B. Prusiner per explicar les diverses encefalopaties espongiformes transmissibles de l'ésser humà - el kuru o la malaltia de Creutzfeldt-Jakob - o d'altres animals, rebutjada al principi per postular un mecanisme replicatiu sense la participació dels àcids nucleics.
- La teoria que un bacteri, Helicobacter pylori, és el factor causal principal de l'úlcera gàstrica. Proposta en 1982 per Barry Marshall i Robin Warren, se li va objectar que cap bacteri podria prosperar en l'ambient extremadament àcid de l'estómac. Per mitjans heroics, ingerint una dosi de cultiu bacterià, Marshall va demostrar que es complien els postulats de Robert Koch.

No obstant això, molts dels exemples anteriors representen bolcades menys evidents del que sembla o no ho són en absolut. El mateix Kuhn observava que les idees noves són rebutjades sovint amb vehemència pels subjectes dominants que van formular o van desenvolupar les teories vigents, que es troben en els seus últims anys de producció intel·lectual i alhora en el cim del seu poder acadèmic, però que són considerades i assimilades, sovint dins del consens, pels membres ascendents de la comunitat científica. Existeix a més una tendència a exagerara posterioriel caràcter revolucionari de la transició, sovint pels mateixos protagonistes, i més encara pels divulgadors, que aspiren sempre a explicar històries apassionants.
- La teoria de Wegener va ser rebutjada, amb tota raó, en els seus aspectes mecanístics, sobretot en la manera i motius en què els continents es lliscarien sobre l'escorça oceànica, però la seva descripció d'una geografia canviant amb continents que es mouen, basada en sòlids i irrefutables arguments paleontològics (sl), va trobar espai en tots els manuals de geologia molt abans que el model de Dietz i Hess d'expansió oceànica, i les corresponents proves paleomagnètiques (Vine i Matthews), aportessin en els anys seixanta una explicació mecanística creïble. Això sí, aquesta va col·locar per fi, merescudament, a Wegener entre els herois de la ciència (va morir buscant noves proves).
- La teoria de Lynn Margulis sobre un origen endosimbiòtic d'alguns orgànuls eucariòtics té diverses dimensions. La noció que alguns orgànuls són d'origen simbiòtic no és nova, Schimper ho va dir del cloroplast en 1883 i Altman del mitocondri en 1890; i Mereschkovski, des de 1905, Famintzen, des de 1907, i Wallin, des de 1927, havien aportat arguments, i en alguns casos proves experimentals. L'altra dimensió, que l'eucariogènesi s'explica com simbiogènesi, lligant-la a la simbiosi mitocondrial, no està provada, encara que sí que sembla que tots els eucariotes coneguts descendeixen d'un avantpassat mitocondri. Al final és probable que l'eucariogènesi sí que hagi depès de la simbiosi, però en una forma que Margulis no va sospitar, a través de la constitució d'un genoma quimèric per fusió de dos genomes procariòtics. El mèrit de Margulis no és doncs haver fet descobriments inèdits, que hi hagi basat una teoria i que hagi lluitat per ella fins a demostrar que era certa sinó, més aviat, haver desenvolupat un esperit obert i innovador, llegint autors russos i centreeuropeus que els seus col·legues ignoraven, i un sentit de l'elaboració teòrica, oferint als altres un marc en el qual pensar les troballes que les noves tècniques facilitaven, marc que no tenia alternativa prèvia.
- La teoria de Gould i Eldredge, sobre que el temps evolutiu no és uniforme, i que els majors canvis s'acumulen durant les crisis, es va enfrontar a l'anomenadateoria sintètica, una elaboració reduccionista, molt progressiva en el seu moment, que va combinar cap a 1940 la genètica sortida de l'època de Thomas Hunt Morgan amb la teoria de la selecció natural de Darwin, xifrant tot en el canvi de les freqüències lèliques sota l'impuls del canvi ambiental. Però, al costat d'elements com Dobzhansky i Mayr, refractaris a qualsevol ampliació o qüestionament, a la mateixa escola trobem a Simpson que, amb una perspectiva paleontològica, va oferir ja alguns elements, com lateoria del fundador, que van inspirar els nous avenços.
- La hipòtesi del caràcter no nucleic d'alguns agents infectants, va ser formulada per Alpert i el seu equip el 1967 al Nature, i el 1982 Prusiner va confirmar (publicat al Science) que l'agent de l'encefalopatia espongiforme de les ovelles era una proteïna. Des de llavors, en absència d'un mecanisme, la tesi va ser tractada amb precaució, i el consens es va situar en el fet que la teoria era probable, en funció de les observacions registrades, però que necessitava comprovar-se, i que havia de trobar una explicació mecanística (les proteïnes, a diferència dels àcids nucleics, no es repliquen; tampoc es coneixia, ni sembla que hi hagi, un mecanisme de traducció inversa, de proteïna a àcid nucleic). Fins i tot abans que es trobés aquest mecanisme en 1993, la teoria de Prusiner es va divulgar i es va ensenyar àmpliament, mentre les proves necessàries s'acumulaven. La noció que l'agent infectant fos una proteïna, un prió, es va rebre amb suspicàcia, que el mateix Prusiner ha reconegut justificada, però van ser els mecanismes habituals de la ciència, en el sentit del que s'ha descrit per Kuhn, els que van acabar per convertir aquesta idea en el centre del consens actual. Curiosament, l'oposició a aquest nou consens sobre els prions, que no és universal, es presenta sovint com un esforç revolucionari enfrontat a la rigidesa de la ciència oficial.
- Les troballes de Marshall i Warren relatius a una relació etiològica entre Helicobacter pylorii l'úlcera gàstrica, i altres patologies associades, es van publicar inicialment en The Lancet, una de les tres grans revistes d'investigació mèdica, el 1982 i 1984. L'objecció dels microbiòlegs metges, acostumats a organismes que habiten ambients molt regulats, no l'acceptaven els microbiòlegs naturalistes, que en aquests mateixos anys no deixaven de descobrir nous ambients extrems amb bacteris extremòfils especialitzades. El 1994 el NIH nord-americà, l'organisme que més aporta al finançament de la investigació mèdica, va publicar una «declaració de consens» que acceptava plenament la teoria, i proposava mesures diagnòstiques i terapèutiques en conseqüència.

No obstant això, la marginalitat inicial d'aquestes innovacions teòriques és doncs relativa, i moltes d'elles són acceptades i publicades des del principi per les revistes més influents. La resposta de la comunitat científica a la publicació de teories molt excèntriques no és uniforme, alguns s'oposen a donar-li pàbul a idees que realment no ofereixen un grau mínim de plausibilitat, i altres són partidaris d'una màniga més ampla. Un bon exemple l'ofereix la publicació el 1986, en la més prestigiada revista científica, Nature, del treball de Jacques Benveniste sobre el que es designa ara com la «memòria de l'aigua». La decisió del director, sabent polèmica, argumentada ja en un comentari editorial en el mateix nombre, no ha deixat de ser debatuda fins avui. Alguns opinen que va ser un error, que encara serveix per alimentar les pretensions científiques d'algunes teràpies màgiques, i altres que va ser un risc merescut, en nom de la necessària publicitat de les idees, sense la qual no és possible una veritable llibertat de judici i un veritable progrés científic.
Per descomptat, a més de la memòria de l'aigua, hi ha incomptables exemples de noves idees que no van trobar corroboració. Dues de les clàssiques són els raigs N i l'aigua polimèrica. Alguns creuen que la fusió freda pertany a aquesta categoria, però per a altres, més enllà del fracàs de Fleischmann i Pons, encara hi ha un fons de plausibilitat en la idea.